# كبدة أرناؤوط
كبدة أروناؤوط أو كبدة ألبانية (بالتركية: Arnavut ciğeri) هو طبق تركي مصنوع من قطع كبد الضأن أو العجل المقلي بالزيت والمتبل بالفلفل الحار ويقدم بالبصل والبقدونس.

## تاريخ الطبق
تعود أصول الطبق إلى القرن الخامس عشر وما تلاه من حروب فيما أصبح البلقان العثماني (الروملي) وهجرة الألبان إلى منطقة إسطنبول.  نقل الأشخاص الذين يسافرون من البلقان إلى الأناضول العثمانية تأثيرهم على المنطقة مثل الألبان الذين عملوا بائعين متنقلين للكبد غير المطبوخ. في أواخر القرن السابع عشر لاحظ الرحالة العثماني أوليا جلبي الألبان أنهم جزارون في إسطنبول من أوهريد وكورتشي وهوروبيشت (أرغوس أوريستيكو الحديث) يبيعون قطع لحم الضأن مثل الكبد والقلب والكلى. أصبح طبق كبدة أروناؤوط جزءًا من المطبخ التركي خلال الفترة العثمانية، عندما استوعب العثمانيون تقاليد الطهي من الشعوب التي واجهوها ودمجهم مع مطبخهم وممارساتهم وعاداتهم.

## انظر ايضا
- كوكوريتش
- مطبخ عثماني
- المطبخ الألباني
- Albanians in Turkey
- مطبخ تركي
- Tjvjik
- مشاوي القدس المشكلة